# Bonnières, Pas-de-Calais
Bonnières là một xã của tỉnh Pas-de-Calais, thuộc vùng Hauts-de-France, miền bắc nước Pháp.

## History
During World War II, Bonnières was subjected to heavy allied bombing, as the Germans had built a launch site for their V1 rockets within the commune. The village was badly damaged, but not one missile was ever launched successfully

## Dân số
| 1962                                                           | 1968 | 1975 | 1982 | 1990 | 1999 |
| -------------------------------------------------------------- | ---- | ---- | ---- | ---- | ---- |
| 752                                                            | 765  | 708  | 677  | 646  | 607  |
| Census count starting from 1962: Population without duplicates |      |      |      |      |      |